# Expediția polară Ziegler

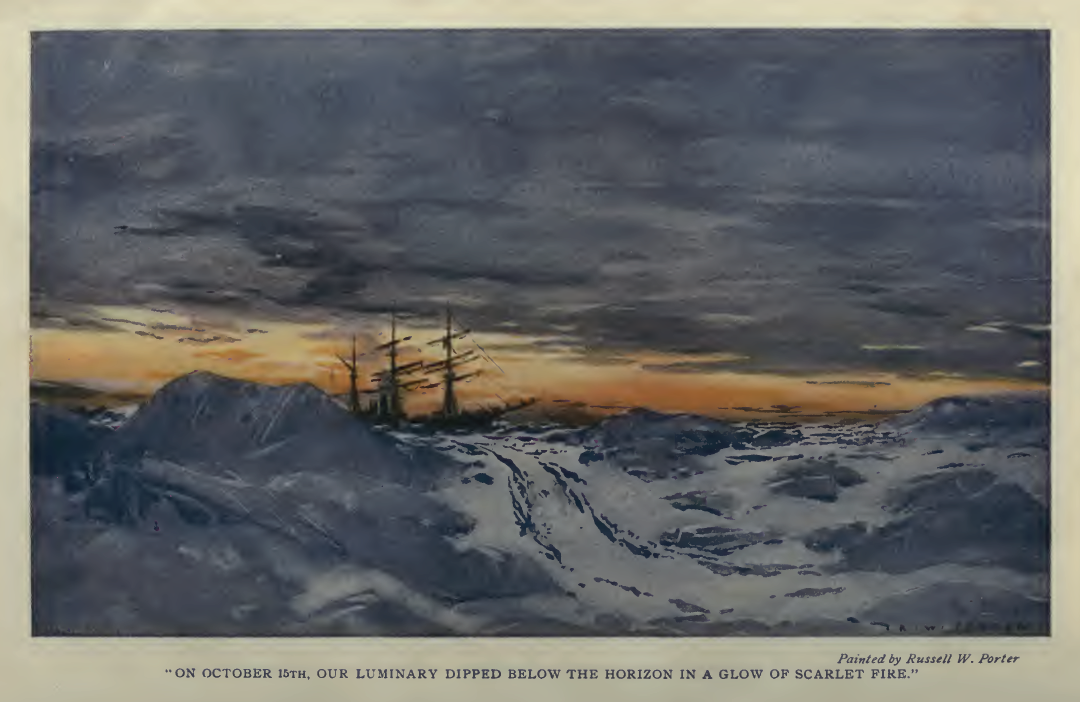
Expediţia Polară Ziegler

Expediția Polară Ziegel, din 1903-1905, a fost o încercare nereușită de a ajunge la Polul Nord. Exploratorii au rămas blocati la nord de Cercul Arctic timp de doi ani înainte de a fi salvați. Un singur membru a murit. Expediția, finanțată de William Ziegler și condusă de Anthony Fiala, a pornit din Tromsø, Norvegia pe 14 iunie 1903, la bordul navei America. În timpul primei ierni au depozitat provizii și cărbuni în Portul Teplitz, Insula Rudolf, cea mai nordică insulă din Țara Franz Josef.

## Imagini

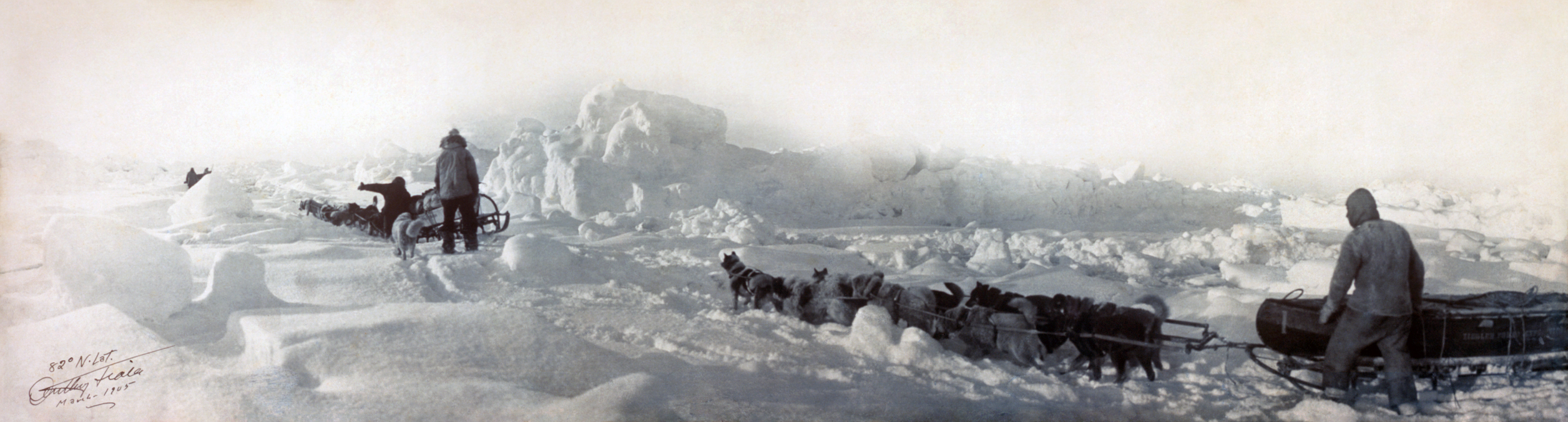
Expeditia Ziegler
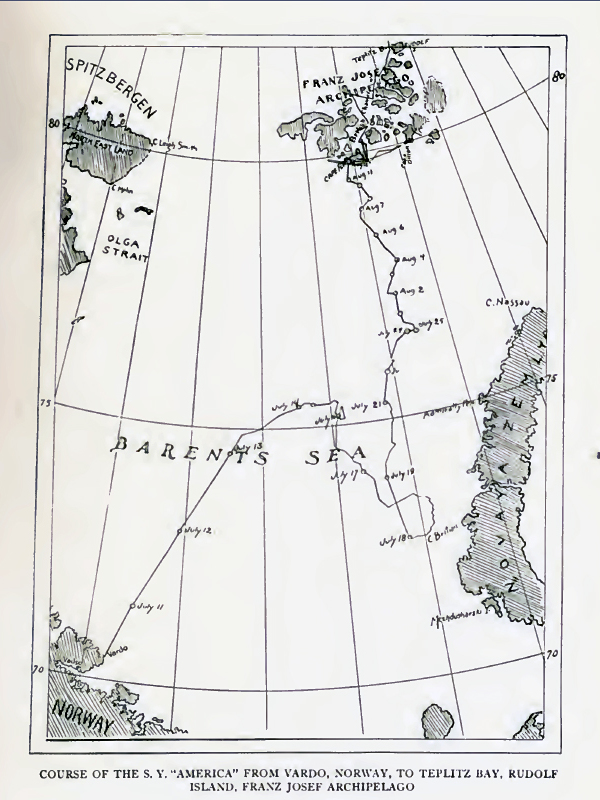
Cursul Expeditiei